# جفری بلیک
جفری بلیک (انگلیسی: Geoffrey Blake؛ زادهٔ ۲۰ اوت ۱۹۶۲) یک هنرپیشه اهل ایالات متحده آمریکا است. وی از سال ۱۹۸۳ میلادی تاکنون مشغول فعالیت بوده‌است.

## گزیده فیلمشناسی
از فیلم‌ها یا برنامه‌های تلویزیونی که وی در آن نقش داشته‌است می‌توان به آثار زیر اشاره کرد.
- آخرین مبارز ستاره‌ای (۱۹۸۴)
- ستایشگر پنهانی (۱۹۸۵)
- پزشک دهکده (۱۹۹۶)
- تماس (فیلم ۱۹۹۷)
- جو یانگ نیرومند (فیلم ۱۹۹۸) (۱۹۹۸)
- فرنگولی: آخرین جنگل بارانی (۱۹۹۲)
- دورافتاده (۲۰۰۰)
- فراست/نیکسون (۲۰۰۸)
- ساکن برج بلند (سریال) (۲۰۱۵ – present)
- مخلوقات ۳
- فارست گامپ
- آپولو ۱۳ (فیلم)
- ذهن‌های مجرم
- آناتومی گری (مجموعه تلویزیونی)
- درمانگاه خصوصی
- گریم (مجموعه تلویزیونی)
- سگ را بجنبان
- اسلحه‌های جوان
- مردان در محل کار
- رده ایکس
- داستان دوروتی دی